# 어맨다 데트머
어맨다 데트머(Amanda Detmer, 1971년 9월 29일 ~ )는 미국의 배우이다.

## 출연 작품

### 영화
- 드롭 데드 고저스 (1999)
- 파이널 데스티네이션 (2000)
- 악마 같은 여자 (2001)
- 마제스틱 (2001)
- 13번째 여인 (2005)

### 텔레비전
- 왓 어바웃 브라이언 (2006-07)